# Zolita
Zoë Montana Hoetzel (Los Angeles, California; 23 de setembro de 1994), mais conhecida pelo seu nome artístico Zolita, é uma cantora e compositora alemã-americana. 

## História e Carreira
Zolita nasceu em 23 de setembro de 1994, em Nova York, filha de Heidi Schwarck e Holger Hoetzel, e foi criada em Calabasas, Califórnia. Seu pai é descendente de alemães e sua mãe é descendente de dinamarqueses. Seu pai a inspirou a começar a fazer música e ela cresceu tocando bluegrass e flat pick. Ela tem um irmão, Max, um jogador de basquete, e uma irmã, Luna, uma YouTuber e bailarina. Ela e seus irmãos compartilham o nome do meio Montana.
Ela começou sua carreira com o videoclipe de "Explosion", que ganhou sucesso viral, também foi listado na lista da Billboard de "30 Lesbian Love Songs".  Ela lançou ainda o segundo vídeo para o single "Holy", o conceito explora temas de sexualidade feminina, espiritualidade e feminismo.  Em 13 de outubro de 2015, ela lançou seu EP de estreia Imaculate Conception.  Em 2017, ela lançou o primeiro single de seu segundo EP, Sappho, intitulada "Fight Like a Girl", que é uma música de protesto com temas feministas inspirada na campanha presidencial de 2016 de Donald Trump.  Em 26 de outubro de 2017, ela lançou "Come Home with Me" como o segundo single e, em 4 de maio de 2018, lançou "New You" como o terceiro single de seu EP Sappho, lançada em 18 de maio daquele ano. Em 5 de dezembro de 2018, ela lançou "Truth Tea", juntamente com um videoclipe como o primeiro single de seu terceiro EP. 

## Vida Pessoal
Zolita é abertamente lésbica e se identifica como feminista. Ela se assumiu muito jovem. Em uma entrevista de 2017, ela expressou a sorte de ter crescido em uma família liberal, cercada por amigos de mente aberta. Nos seus dias de escola, ela tinha medo de falar com suas amigas, dizendo: "Eu também estava preocupada que minhas amigas não quisessem mais ter noites de meninas ou festas do pijama por medo de que eu pudesse me sentir atraída por elas. Então, eu decidi manter em segredo a minha nova descoberta."  Ela também se identifica como uma bruxa, explica que em vídeos de seu canal no YouTube, mas também em seus vídeos musicais, a bruxaria é mostrada. 

## Discografia

### EPs
| Título                | Detalhes                                                                                          |
| --------------------- | ------------------------------------------------------------------------------------------------- |
| Immaculate Conception | - Lançado: 13 de outubro de 2015 - Formato: Download digital - Gravadora: Independente            |
| Sappho                | - Lançado: 18 de maio de 2018 - Formato: Download digital, CD - Gravadora: Tuxedo Media Group LLC |

### Singles
| Título              | Ano  | Álbum                 |
| ------------------- | ---- | --------------------- |
| "Explosion"         | 2015 | Immaculate Conception |
| "Holy"              | 2016 | Immaculate Conception |
| "Fight Like a Girl" | 2017 | Sappho                |
| "Come Home with Me" | 2017 | Sappho                |
| "New You"           | 2018 | Sappho                |
| "Truth Tea"         | 2018 | N/A                   |
| "Black Magic"       | 2019 | N/A                   |
| "Shut Up and Cry"   | 2019 | N/A                   |

### Singles Promocionais
| Título        | Ano  | Álbum  |
| ------------- | ---- | ------ |
| "Like Heaven" | 2018 | Sappho |